# Bitwa pod Am-Dam
Bitwa pod Am-Dam – starcie, pomiędzy wojskami Czadu a rebeliantami z Unii Sił Oporu (UFR), które miało miejsce w pobliżu miasta Am Dam, leżącego ok. 120 km na północny zachód od Goz Beïda i 100 km na południe od Abéché – miast, które są bazami organizacji pomocowych pracujących w obozach dla uchodźców. Do walk doszło dzień po tym jak rząd Czadu ogłosił zakończenie ofensywy przeciw rebeliantom.
UFR, koalicja głównych frakcji rebeliantów, rozpoczęła pochód w kierunku granicy 4 maja, ogłaszając iż, głównym celem operacji jest zdobycie stolicy Czadu, Ndżameny
.
7 maja i 8 maja 2009 roku, armia Czadu zaatakowała kolumnę, aby 10 maja ostatecznie odnieść zwycięstwo.
Komunikat armii rządowej mówi o 226 rebeliantach i 22 żołnierzach zabitych podczas walk. Do niewoli dostało się także 212 rebeliantów. Zniszczonych miało być ponad 100 pojazdów UFR. Rebeliantom udało się przejąć m.in. trzy czołgi.